# Втрати 4-ї окремої мотострілецької бригади (РФ, Донбас)
У статті наведено подробиці втрат 4-ї мотострілецької бригади,  збройного формування 2-го армійського корпусу окупаційних військ РФ на Донбасі.

## Війна на Донбасі
| п/п | Ім'я                                | Звання, посада        | Місце смерті   | Дата народження | Дата смерті |
| --- | ----------------------------------- | --------------------- | -------------- | --------------- | ----------- |
| 1.  | Галашов Сергій Анатолійович         | б-н "Русь"            | смт. Сімейкине | 01.07.1971      | 21.10.2014  |
| 2.  | Карпов Олександр Сергійович         |                       |                | 05.04.1990      | 09.12.2014  |
| 3.  | Мілованов Олександр Володимирович   | кухар, 4 танкова рота | Санжарівка     | 07.08.1979      | 27.01.2015  |
| 4.  | Печонкін Олександр Сергійович       |                       | Санжарівка     | 08.01.1977      | 27.01.2015  |
| 5.  | Тето Сергій Олександрович           | механік-водій         | Санжарівка     | 29.09.1987      | 27.01.2015  |
| 6.  | Черкас Олег Володимирович ("Узбек") | єфрейтор              | Санжарівка     | 20.12.1967      | 27.01.2015  |
| 7.  | Шевченко Сергій Миколайович         |                       | Санжарівка     | 24.10.1972      | 27.01.2015  |
| 8.  | Шулика Сергій Миколайович ("Шульц") | сержант               | Санжарівка     | 27.03.1980      | 27.01.2015  |

## Вторгнення РФ в Україну (2022)
| п/п | Ім'я                               | Звання, посада | Місце смерті                            | Дата народження | Дата смерті |
| --- | ---------------------------------- | --- | --------------------------------------- | --------------- | ----------- |
| 1.  | Горшколєпов Павло Сергійович       | сержант, командир 1 кулеметного відділення, замкомандира 1 кулеметного взводу 6 роти 2 батальйону                               |                                         | 15.01.1980      | 02.03.2022  |
| 2.  | Нікітченко Борис Анатолійович      | водій-зарядний 2 розрахунку бойової машини 1 реактивного артилерійського взводу 1 батареї Реактивного артилерійського дивізіону |                                         | 18.05.1972      | 06.03.2022  |
| 3.  | Краснянський Андрій Сергійович     | навідник-оператор 2 мотострілецького відділення 1 взводу 2 роти 1-го МСБ                                                        | поблизу м. Кадіївка                     | 10.08.1982      | 12.03.2022  |
| 4.  | Сесін Павло Петрович               | рядовий, кулеметник 1 мотострілецького відділення 3 взводу 6 роти 2 батальйону                                                  | поблизу м. Рубіжне                      | 15.06.1992      | 14.03.2022  |
| 5.  | Кравцов Олександр Олексійович      | розвідник 1 розвідувального відділення 2 взводи розвідроти                                                                      | поблизу м. Рубіжне                      | 11.07.1993      | 15.03.2022  |
| 6.  | Авраменко Олег Ігорович            | сержант, розвідник у 3 розвідувальному відділенні розвідвзводу 2 МСБ                                                            | поблизу м. Сєвєродонецьк                | 16.08.1995      | 16.03.2022  |
| 7.  | Козинець Максим Сергійович         | сержант, командир 1 інженерно-саперного відділення взводу Інженерно-саперної роти                                               | поблизу смт. Верхньоторецьке            | 27.03.1979      | 21.03.2022  |
| 8.  | Виборний Іван Валерійович          | начальник радіорелейної станції Р-415НВ взводу зв'язку роти управління                                                          | поблизу смт. Новоайдар                  | 10.10.1978      | 24.03.2022  |
| 9.  | Ляпкало Дмитро Іванович            | сержант, командиром 2-го відділення автомобільного взводу підвезення роти матеріального забезпечення'                           |                                         | 15.09.1974      | 27.03.2022  |
| 10. | Борунов Дмитро Олегович            | 3 розрахунок 3 мінометного взводу мінометної батареї 1-го МСБ                                                                   | с. Новоолександрівка (Алчевський район) | 16.10.1988      | 01.04.2022  |
| 11. | Саратов Олександр Анатолійович     | старший прапорщик, командир автомобільного взводу (підвезення ВТІ) роти матеріального забезпечення                              |                                         | 03.08.1983      | 09.04.2022  |
| 12. | Андрейченко Олександр Валерійович  | старший лейтенант, командир 2-го танкового взводу 2-ї танкової роти                                                             | м. Рубіжне                              | 21.02.1981      | 11.04.2022  |
| 13. | Черних Денис Валентинович          | кулеметник 2 мотострілецького відділення 1 взводу 2 роти 1-го МСБ                                                               |                                         | 01.06.1984      | 14.04.2022  |
| 14. | Вількосс Євген Олександрович       | старший лейтенант | смт. Новотошківське                     | 21.06.1985      | 17.04.2022  |
| 15. | Болотін Сергій Іванович            | заступник командира бойової машини, навідник-оператор                                                                           |                                         | 16.08.1988      | 26.04.2022  |
| 16. | Мельников Олександр Володимирович  | заступник командира 1 взводу – командир 1 мотострілецького відділення 5 роти 2 мотострілецького батальйону                      |                                         | 13.06.1969      | 26.04.2022  |
| 17. | Медведєв Роман Валерійович         | підполковник, начальник артилерії                                                                                               |                                         |                 | 11.05.2022  |
| 18. | Сухоносов Роман Володимирович      | майор, командир батальйону |                                         |                 | 11.05.2022  |
| 19. | Шинкарчук Владислав Миколайович    | навідник 1-го танкового взводу 4 танкової роти                                                                                  |                                         | 04.05.1988      | 12.05.2022  |
| 20. | Мокеров Ігор Васильович            | єфрейтор, навідник-оператор 3 мотострілкового відділення 2 взводи 4-ї роти                                                      | поблизу м. Лисичанськ                   | 15.12.1975      | 23.05.2022  |
| 21. | Алукрієв Данило                    | командир взводу 4 мотострілецької роти 2-го МСБ                                                                                 |                                         | 28.02.2002      | 04.06.2022  |
| 22. | Голубєв Олександр Миколайович      | молодший сержант, командир відділення зв'язку взводу зв'язку (КП) Роти управління                                               |                                         | 17.04.1989      | 10.06.2022  |
| 23. | Шарига Дмитро Сергійович           | капітан, командир артбатареї |                                         | 21.10.1991      | 09.07.2022  |
| 24. | Котов Андрій Миколайович           | рядовий |                                         | 10.02.1981      | 12.09.2022  |
| 25. | Смеловенко Олександр Олександрович | мінометник 3 розрахунку 2 мінометного взводу 2 мінометної батареї                                                               |                                         | 29.10.1992      | 18.10.2022  |
| 26. | Фомін Анатолій Володимирович       | |                                         | 11.09.1980      | 20.10.2022  |
| 27. | Макаров В'ячеслав Володимирович    | полковник, комбриг | Бахмут                                  | 1979            | 13.05.2023  |
| 28. | Черников Деніс Ігорович            | підполковник, заступник командира бригади                                                                                       |                                         | 17.09.1983      | 23.05.2023  |
| 29. | Батукаєв Зелімхан Ісмаїлович       | командир 2 МСБ "Ахмат" |                                         | 15.03.1989      | 23.02.2025  |